# Rhodiola coccinea
Rhodiola coccinea là một loài thực vật có hoa trong họ Crassulaceae. Loài này được (Royle) Boriss. miêu tả khoa học đầu tiên năm 1939.